# Cotyledon orbiculata
Cotyledon orbiculata är en fetbladsväxtart som beskrevs av Carl von Linné. Cotyledon orbiculata ingår i släktet Cotyledon och familjen fetbladsväxter.

## Underarter
Arten delas in i följande underarter:
- C. o. dactylopsis
- C. o. flanaganii
- C. o. oblonga
- C. o. spuria

## Bildgalleri

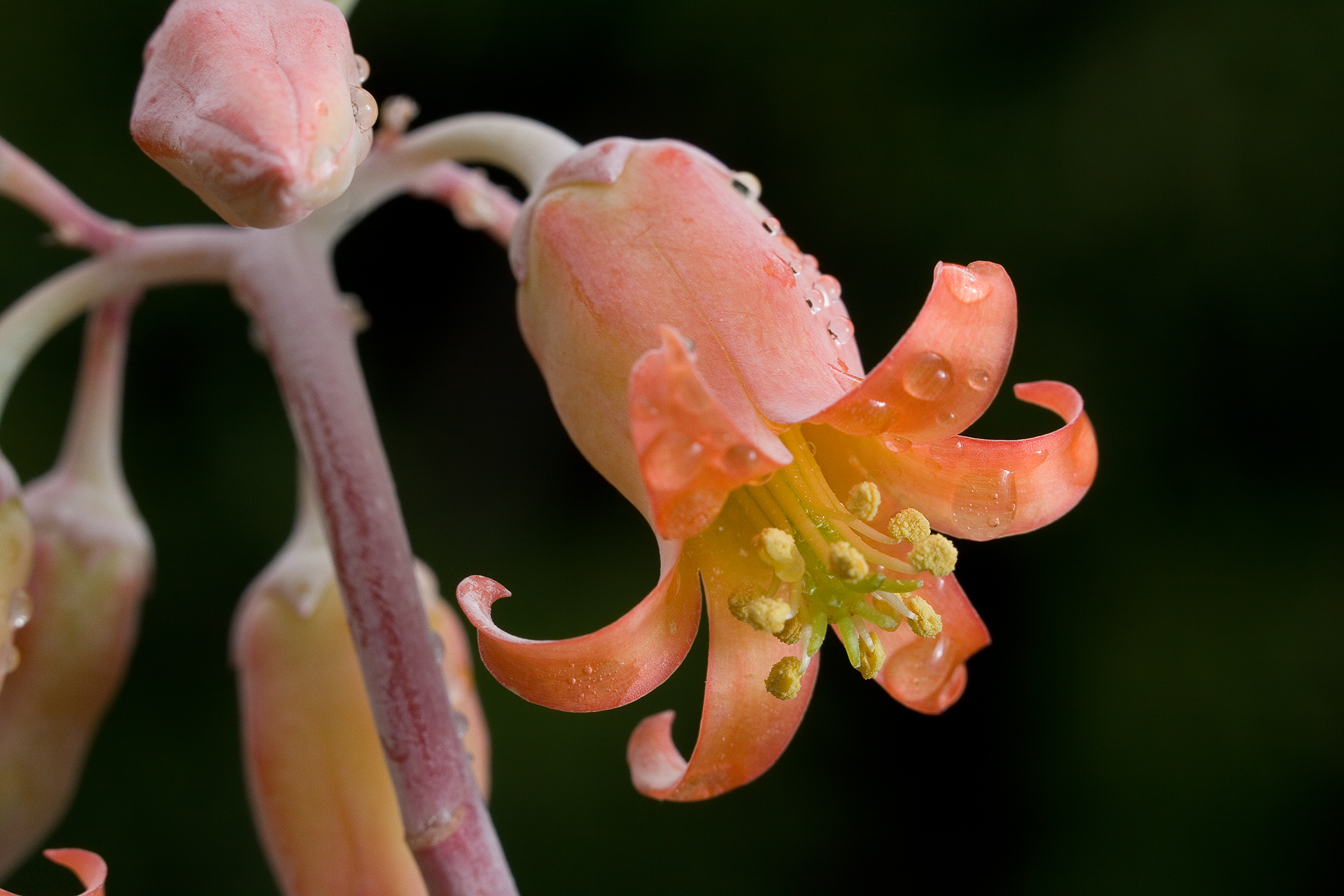
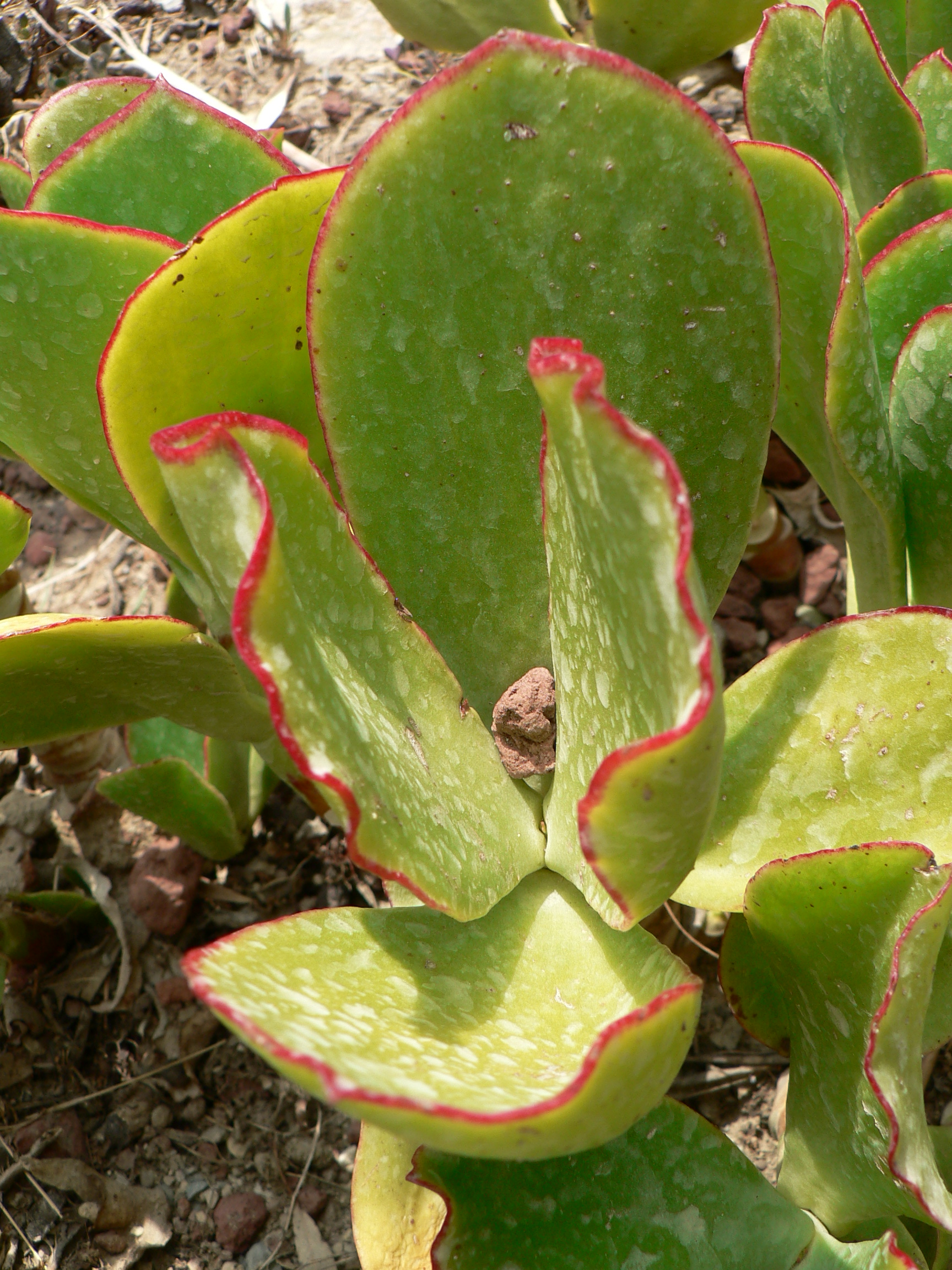
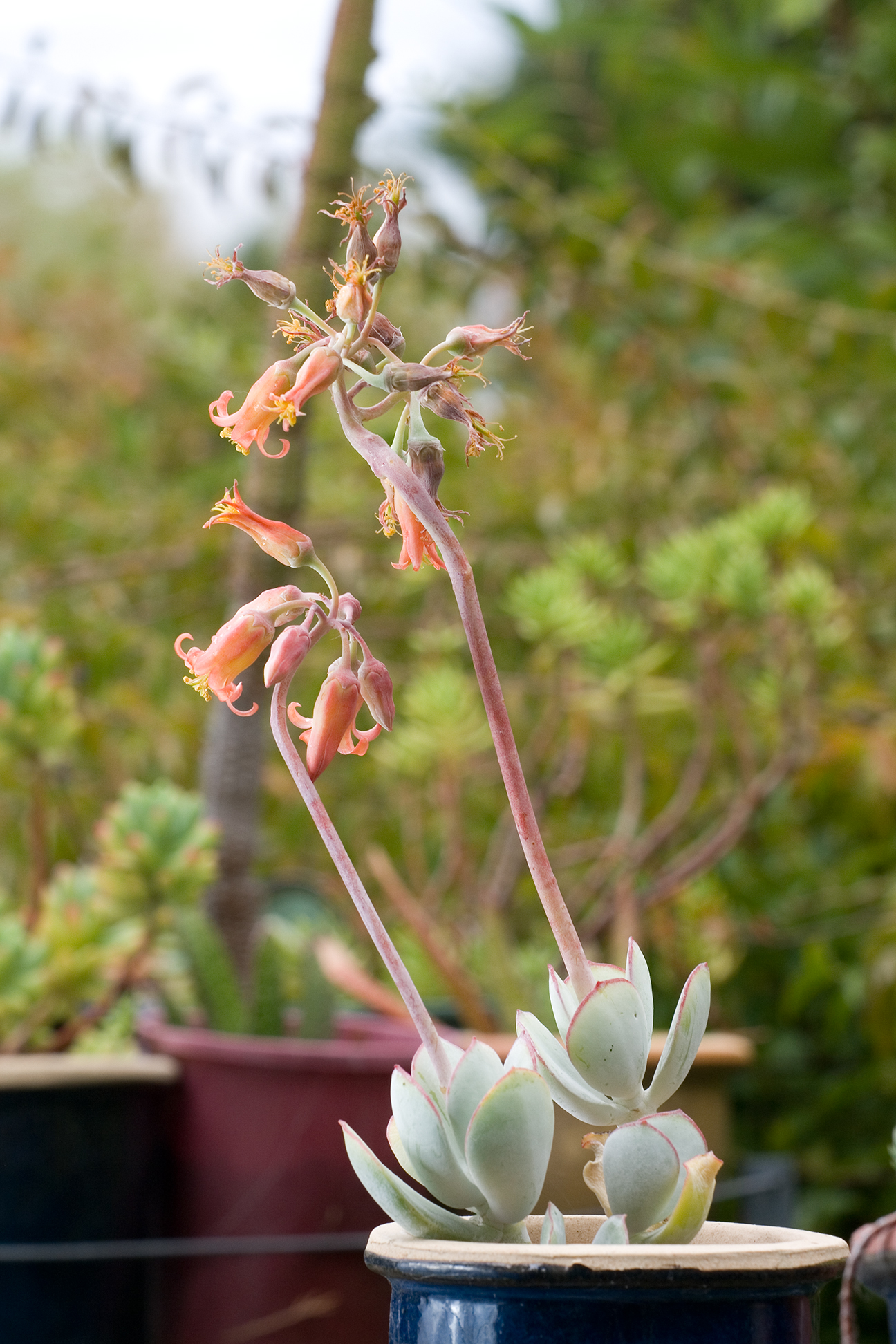
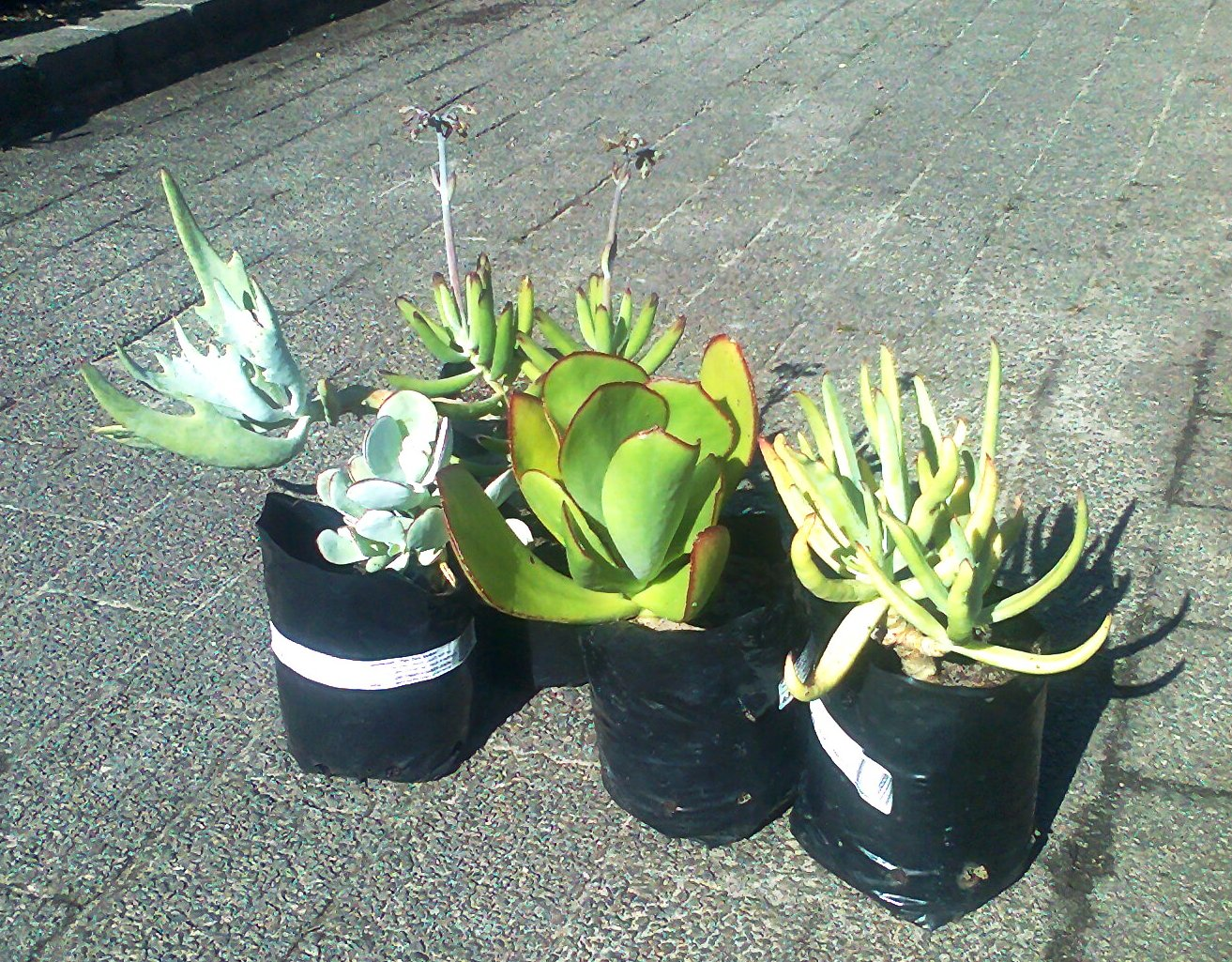